# Ho Chi Minh-byen
Ho Chi Minh-byen (vietnamesisk: Thành Phố Hồ Chí Minh; tidligere Saigon vietnamesisk: Sài Gòn; bruges fortsat af vietnamesere i daglig tale) er Vietnams største by med 9.389.720 (2022) indbyggere. Den ligger ved vestbredden af Saigonfloden. Byen var hovedstad i Sydvietnam fra 1954 til 1975 og i Republikken Sydvietnam fra 1975 til 1976. Den har siden været administreret som en provins.

## Navnet Saigon
Baggrunden for navnet Saigon er noget uklar. Måske ligger der noget kinesisk bag; den kinesiske tilpasning af navnet betyder "Vestpaladset". Men ifølge en anden hypotese er navnet Saigon udviklet fra det cambodjanske ord Prei Nokor ("byen i kapokskoven") – og trods alt var der slet ikke noget palads i området omkring år 1700. Navnet Saigon blev første gang brugt officielt i 1698. Men navnet Saigon slog ikke helt igennem dengang; det blev brugt side om side med det navn, Nguyen-dynastiet foretrak, Gia Dinh (oprindelig navnet på citadellet i byen). Det var ikke førend i 1859, at Saigon blev det enerådende navn (indtil opkaldelsen efter Ho Chi Minh i 1975).

## Administration
Ho Chi Minh-byen er en by på samme administrative niveau som Vietnams provinser. Den bliver administreret ligesom en provins; således er de vigtigste forvaltningstekniske styringsorganer folkerådet og folkekomiteen.
Byen er inddelt i 22 distrikter.
Af disse er fem landdistrikter, på trods af at de ligger inden for bygrænsen: Nha Be, Can Gio, Hoc Mon, Cu Chi og Binh Chanh.
De 17 øvrige er bydistrikter. Kun de fem i byens centrum har egentlige navne som officielle betegnelser (Tan Binh, Binh Thanh, Phu Nhuan, Thu Duc og Go Vap), de øvrige har kun et nummer – selvom distrikterne i folkemunde naturligvis har deres navne.

## Historie
Byen begyndte som en lille fiskerlandsby i et område, der stort set var sumpmark. Antagelig boede khmerfolket der, før vietnameserne ankom; området var del af det cambodjanske rige. Stedet tiltrak ikke kun vietnamesiske tilflyttere, men også malaysiske, kinesiske og indiske handelsfolk.
Vietnamesisk herredømme over områderne omkring det, som skulle blive kaldt Saigon og Bien Hoa, blev formelt anerkendt af det cambodjanske hof i 1691. I 1698 sendte herskeren Nguyen Phuc Chu en af sine betroede, Nguyen Huu Canh, til området for at organisere administrative strukturer.
På grund af sin gunstige beliggenhed for handel og som militært støttepunkt voksede stedet og blev en vigtig by. I 1772 begyndte Nguyen Cuu Dam at opfylde mange af kanalerne, som løb gennem byen, og gjorde dem til gadeforløb.

### Fransk kolonisering
I 1859 indtog franskmændene med Spaniens hjælp Saigon og ødelagde byens fæstning. I 1862 afstod vietnameserne de tre sydligste provinser i deres rige til Frankrig, og i 1874 underskrev Tu Duc i Hue aftalen, og dermed var hele Cochinkina også formelt på franske hænder. Saigon blev hovedstaden. Under det franske kolonistyre blev byens videre vækst stærkt præget af franske byggeskikke, noget, som er tydeligt på flere bygninger og boulevarder. Byen blev et vigtigt jernbaneknudepunkt og vigtigste havn for eksporten af ris dyrket i Mekong-deltaet.

### 2. verdenskrig
Da Saigon blev besat af japanerne under den 2. verdenskrig i 1940, fik de franske kolonimyndigheder alligevel lov til at blive ved med at administrere landet, indtil japanerne ombestemte sig og kastede dem i fængsel i 1945. Nogle måneder efter var krigen tabt for japanerne. Saigon kom fra krigsårene uden krigsskader eller større nød.

### Første Indokinakrig1946-1954
Efter 2. verdenskrig erklærede Ho Chi Minhs kommunistparti Vietnams selvstændighed i 1945. Men Frankrig gik ikke med til dette, og dermed udbrød der krig mellem Frankrig og Ho Chi Minhs styrker. Frankrig støttede den sydlige franskvenlige regering, der var oprettet af kejser Bao Dai. Han havde gjort Saigon til sin hovedstad i 1950. Selve Saigon blev aldrig krigsskueplads under denne krig. Der var en del terrorbombninger i Saigon mellem 1951 og 1953, som kommunisterne den gang blev mistænkt for at stå bag. Men det er senere blevet klart, at det var Lien Minh-guerillaen under ledelse af Trinh Minh The, som havde sin helt egen dagsorden, der var ansvarlig. 
I 1954 blev franskmændene slået af Viet Minh i slaget ved Dien Bien Phu og trak sig ud af Vietnam. Landet blev snart efter officielt delt i to, og Saigon blev Sydvietnams hovedstad, mens Nordvietnam blev styret fra den gamle hovedstad Hanoi.

### Anden Indokinakrig (Vietnamkrigen)1955-1975
Under Vietnamkrigen blev tusindvis af amerikanske soldater stationeret i Saigon, og amerikanerne byggede to meget store flybaser i området, den ene i byens nordlige udkant. Økonomien blev stærkt præget af købestærke amerikaneres nærvær, og prostitutionen greb også stærkt om sig.
Musicalen "Miss Saigon" fra 1989 har denne Saigon-prostitution som ydre ramme; men før man lægger for meget i denne musical som skildring af forholdende i krigsårene, bør man vide, at handlingen i det væsentligste er en tilpasning af Puccinis operette Madame Butterfly fra 1904, der igen har sine rødder via en amerikansk roman til den franske forfatter Pierre Lotis noget selvbiografiske roman Madame Chrysanthème (1887) om en fransk officer og en japansk geisha i Nagasaki.

#### Tet-offensiven1968
Saigon blev for første gang en krigsskueplads under Tet-offensiven 30. januar – 24. februar 1968. De kommunistiske styrker foretog da koordinerede angreb en række steder over hele Sydvietnam. Der var en række angreb i og nær Saigon; omkring fem FNL-bataljoner havde infiltreret byen. Den store flybase Tân Sơn Nhất i Saigon blev angrebet af omkring 700 mand. Det kom til indædte kampe, men de amerikanske tab var kun på 110 mand. Flybasen i Bien Hoa noget længere mod nordøst blev også angrebet, og to fly blev ødelagt. Angribernes tab under disse to angreb og en række mindre kamphandlinger i og omkring byen var på over 1.100; men de vandt kontrol over store dele af byen. Kampene varede næsten en uge, og nogle dele af Saigon blev alvorligt ramt af amerikanernes luftangreb og artilleri. Kampene var ovre i midten af februar. Et af angrebene havde været mod den amerikanske ambassade. Det var 20 kommunistiske kommandosoldater, der angreb, men de blev hurtigt nedkæmpet. Symbolværdien var imidlertid stor.
Stor symbolværdi skulle også en anden episode få: Den 1. februar havde den sydvietnamesiske politigeneral Nguyen Ngoc Loan henrettet en civilklædt Viet Cong-fange på gaden i Saigon foran amerikanske fotografer og fjernsynskameraer. Fangen, Nguyen Van Lem, var kaptajn for en trop Viet Cong-soldater, som netop havde henrettet sydvietnamesiske politifolks hustruer, børn og andre slægtninge. 34 bundne og dræbte civilister var blevet fundet i ét dige. Nguyen Van Lem havde angiveligt været stolt af sin dåd og pralet af, at han havde klaret at finde og likvidere alle på den dødsliste, han havde fået.
Fotografen Eddie Adams, som vandt pulitzerprisen for billedet af henrettelsen, skulle snart beklage den virkning, fotografiet fik i USA. Han skrev: "Generalen dræbte Viet Cong-manden; jeg dræbte generalen med mit kamera. Fotografier er verdens mægtigste våben. Folk tror på dem; men fotografier kan lyve, selv uden at være manipulerede. De er kun halve sandheder." Se billedet på engelsk wikipedia. Billedet var med til at ændre opinionen og førte til stærk modstand mod den amerikanske krigsførelse i Vietnam.

#### Saigons fald1975
Mod slutningen af krigen var Saigon et hovedmål for FNL og Den nord-vietnamesiske hær. 30. april 1975 faldt Saigon; hændelsen kaldes i Vietnam officielt for »Befrielsen af Saigon«. 
I april var den sydvietnamesiske hær brudt sammen på alle frontafsnit. Den robuste nordvietnamesiske offensiv tvang de sydvietnamesiske tropper til en blodig retræte, som endte med en håbløs belejring ved Xuan Loc, en by 60 km øst for Saigon. Den 21. april brød forsvarslinjerne sammen, og nordvietnamesiske tanks og infanteri rykkede hurtigt frem mod den sydvietnamesiske hovedstad. Den 27. april havde 100.000 nordvietnamesere omringet Saigon, hvor 30.000 sydvietnamesere skulle holde stand.
Den 29. april igangsatte amerikanerne Option IV (også kaldet Operation Frequent Wind), historiens største helikopterbårne evakuering. Kaos, uroligheder og panik opstod, da hektiske vietnamesere forsøgte at komme væk fra Saigon, før det var for sent. Helikopterne begyndte at evakuere fra den amerikanske ambassade og fra lufthavnen. 
Evakueringerne kom ikke i gang tidligere, fordi den amerikanske ambassadør Graham Martin længe troede, at Saigon kunne forsvares og holdes. Operationen begyndte i en atmosfære præget af desperation, eftersom hysteriske mængder af sydvietnamesere styrtede af sted til landingszonerne for at komme med. Alene uden for den amerikanske ambassade voksede mængden til omkring 5.000. 
I mellemtiden var en anden større evakuering startet en del dage tidligere, Operation Babylift, som skulle bringe ca. 2.000 forældreløse børn ud af landet på amerikanske transportfly. De fleste blev bragt til USA, andre til bl.a. Australien. 
Martin havde længe forsøgt at få den amerikanske regering til at sende 700 millioner dollars for i sidste øjeblik at styrke Saigon-regeringens evne til at kæmpe og mobilisere nye styrker. Men hans bøn blev afslået. Og mange amerikanere var sikre på, at Saigon-regimet stod foran sin uafvendelige undergang. Den 23. april havde præsident Gerald Ford holdt en tale, hvor han erklærede, at Vietnamkrigen var ovre, og at al amerikansk hjælp til Saigon ophørte. 
Helikopterevakueringen fortsatte hele dagen og natten, mens de nordvietnamesiske kampvogne rullede ind i udkanten af Saigon. Tidligt om morgenen den 30. april forlod de sidste US Marines ambassaden, mens hektiske vietnamesere stormede spærringerne rundt om ambassadeområdet. De nordvietnamesiske T-54-tanks rullede nu ind i Saigon. Sydvietnamesernes modstand var svag. Det kom til nogle træfninger mellem sydvietnamesernes M-41-tanks og nordvietnamesernes sovjetiske kampvogne. Nordvietnameserne rykkede hurtigt frem for at indtage ambassaden, den vigtigste garnison for den sydvietnamesiske hær, politihovedkvarteret, radiostationen, præsidentpaladset og andre nøglemål. 
Her og der stødte de på stærkere modstand, end de havde regnet med. På dette tidspunkt havde helikopterevakueringen bragt 7.000 amerikanere og sydvietnamesere ud; men den kom nu hurtigt til sin afslutning. Præsidentpaladset blev erobret og Vietcongflaget hejst kl. 12.30. Den sydvietnamesiske øverstkommanderende, general General Duong Van Minh overgav sig selv og hele Saigon til den nordvietnamesiske oberst Bui Tin. Kl. 15.30 lød hans stemme over radioen: "Jeg erklærer, at Saigon-regeringen er fuldstændig opløst på alle niveauer." 
Efter at kapitulationen var udsendt, kom de tilbageværende sydvietnamesiske styrker frem fra deres forsvarspositioner og nedlagde våbnene. De fleste af dem havnede efterfølgende i "omskolingslejre", som ofte også fungerede som de rene dødslejre, da det anslås, at omkring én million vietnamesere omkom under deres fangenskab dér.

### Nyt navn
Byen blev efter nordvietnamesernes sejr hovedstad for den provisoriske republik Syd-Vietnam, som styrede den sydlige del af landet, indtil nord og syd blev forenet 2. juli 1976. Hanoi blev da hovedstad for hele landet. 
Byens navn blev straks ændret til Ho Chi Minh-byen til minde om Ho Chi Minh, som kommunisterne anser som den socialistiske republiks landsfader. En af bydelene, Distrikt 1, hedder fortsat Saigon. I daglig tale bruger de fleste vietnamesere fortsat det gamle navn, og blandt modstandere af det kommunistiske regime holder man specielt hårdt på dette.

## Demografi
Befolkningen antages i 2004 at være øget til over seks millioner. Ud over at være den folkerigeste by i Vietnam udgør den også den befolkningsmæssigt største administrative enhed på provinsniveau.
Flertallet af befolkningen er enten vietnamesere (kinh) eller udenlandskinesere (Hoa). Der er også betydelige grupper af vietnamesiske minoritetsfolk i byen. Kineserne er specielt talrige i distriktet Cholon, der regnes som Chinatown.

## Turisme
Siden 1990 har Ho Chi Minh-byen stået for mellem 28 og 35 % af Vietnams samlede indtægter fra turisme. Byen modtager et stadig stigende antal turister fra udlandet, fra 180.000 i 1990 til millioner nu, hvilket udgør over halvdelen af alle turister i landet. 

## Seværdigheder

### Cholon
Cholon, som er 5. bydel, er Saigons Chinatown. Navnet Cholon betyder "stort marked", og Cholon var oprindeligt en selvstændig by. Med tiden voksede den sammen med Saigon på grund af den stærke tilflytning og flygtningestrømmene. Cholon befolkes af omkring ½ million kinesere, der dominerer bybilledet med deres kinesiske apoteker, restauranter og forretninger. Cholon er også det vigtigste handelsområde i byen.
Kineserne i Cholon stammer fra forskellige dele af det sydlige Kina, og de har i høj grad bevaret deres regionale skikke, sprog og dialekter gennem generationerne. Der findes forskellige templer for folk, der stammer fra Chaozhou, for dem med aner i Guangzhou og så videre.
Ved århundredeskiftet mellem 1800- og 1900-tallet var Cholon også berygtet for sine opiumshuse. Den britiske forfatter Graham Greene var blandt de besøgende, og hans roman "The Quiet American" fra 1955 med handling fra de tidlige 1950-ere henter meget af sit indhold fra dette område. Bogen er grundlag for to biograffilm af samme navn, fra 1958 og 2004. Siden 1950-erne har de trange og travle gader i Cholon været et ideelt gemmested for Viet Minh og senere for Viet Cong.
I Cholon finder man de seværdige Quan-Am- og Thien-Hau-pagoder.

### Dong Khoi og Nguyen Hue
Dong Khoi var under navnet Rue Catinat Saigons fineste promenadegade allerede i den franske kolonitid. Under Vietnamkrigen var der langs denne gade særligt mange barer og bordeller, som betjente amerikanske soldater under deres "Rest and recreation"-ophold. Siden Doi Moi er gaden, der nu hedder Revolutionsgaden, blevet præget af mange restauranter, barer og dyre designerforretninger.
Nguyen Hue er en parallelgade til Dong Khoi. Den blev anlagt af franskmændene som Boulevard Charner og blev betegnet som Orientens Champs-Élysées. Nguyen Hue var i flere år blot en støjende hovedtrafikåre, men efter en ombygning i 2015 er den igen blevet et lokalt samlingspunkt, som især om aftenen er fyldt med aktivitet. Under Tet-festen er det lokale blomstermarked en attraktion. 
I nordenden af Nguyen Hue ligger det tidligere rådhus. Det er et kolonihus fra 1906. I dag holder folkekomitéen til der.

### Notre Dame
Et af de mest betydelige bygningsværker i byen er den katolske Notre-Dame-katedralen. Denne murstenskirke blev rejst mellem 1877 og 1883 i nyromansk stil. Katedralen er det vigtigste symbol for de sydvietnamesiske katolikker. Ærkebiskoppen af Ho Chi Minh-byen, msgr. Jean-Baptiste Pham Minh Man, er en af Den katolske kirkes kardinaler. 
Katedralen ligger i nordenden af Dong Khoi. Her fejres der også messer på engelsk hver søndag. 
Foran kirken, på Pariserkommunepladsen, står en statue af Jomfru Maria.

### Hovedpostkontoret
Lige ovenfor Notre Dame ligger hovedpostkontoret, som er en bygning fra 1880-erne, der siden dengang næsten ikke har set ombygninger eller forandringer. Indvendig er betjeningslugerne dog blevet renoveret og moderniseret, og der er kommet et kæmpemæssigt vægmaleri af «Onkel Ho».

### Genforeningspaladset
Det tidligere præsidentpalads for den gamle republik Syd-Vietnam er i dag museum og hedder "Genforeningspaladset". Af og til benyttes det til repræsentation ved statsbesøg. Bygningen er fra 1960-erne. Den 30. april 1975 blev paladset omringet af nordvietnamesiske kampvogne og indtaget. Denne erobring markerer Vietnamkrigens afslutning og de nordvietnamesiske kommunisters sejr. Blot kort tid før havde de sidste amerikanske helikoptere forladt anlægget. Paladset har en omfattende udstilling af efterladt amerikansk og sydvietnamesisk kampudrustning.

### Museet for krigens ofre
En anden seværdighed er "Museet for krigens ofre". Foruden en samling kampvogne, fly og andre efterladenskaber fra den amerikanske krigsmaskine finder man her en ind imellem drastisk fotoudstilling, der frem for alt tydeliggør følgerne af amerikanernes brug af afløvingskemikaliet "Agent Orange" over landets skove og deres brug af napalm-bomber. Det berømte pressefoto af en cirka ni-årig pige (Kim Phúc), løbende nøgen på en vej, efter at været blevet alvorligt forbrændt på ryggen efter et sydvietnamesisk napalmangreb, indgår i fotoudstillingen.
Efter at relationerne mellem USA og Vietnam har bedret sig, er der også kommet udstillinger om antikrigsbevægelserne i USA og andre lande og om de amerikanske soldater, der nægtede at gøre tjeneste i Vietnam af etiske grunde.

### Revolutionsmuseet
Revolutionsmuseet har til huse i det tidligere palads for Cochinkinas guvernører. Paladset var residens for Syd-Vietnams præsident Diem under Vietnamkrigen. Museet udstiller genstande fra kampene mod franskmænd og amerikanere. 

### Le-Duan-boulevarden
Le-Duan-boulevarden er en boulevard i samme franske stil som Nguyen Hue. Den løber fra bykernen til de botaniske haver. I dette området er der i dag igen en række udenlandske diplomatiske repræsentationer (konsulater). 
Under Vietnamkrigen var dette åstedet for et spektakulært angreb under Tet-offensiven. 
I de sidste krigsdage fløj helikoptere i pendulfart med de sidste tilbageværende amerikanerne mellem den gamle amerikanske ambassade og amerikanske krigsskibe, koordineret fra kommandoskibet Blue Ridge ude i Det Sydkinesiske Hav. Ambassaden, der blev raseret, er nu genopbygget, og kun mindetavler fortæller om hændelserne i aprildagene i 1975.

### Ben-Thanh-markedet
Dette marked, der blev bygget i 1914 og er blevet renoveret i løbet af de sidste år, er et af Saigons kendte steder. Ben-Thanh-markedet er i dag en stor markedshal med beklædning, tørrede madvarer, elektronik og souvenir og desuden marked for grønsager, frugt, fisk og blomster. Her tilberedes også vietnamesiske kulinariske retter. 
Markedet med et særegent tårn, der kan minde om et kirketårn, ligger op til en stærkt trafikeret central rundkørsel, hvor syv gader mødes.

### Saigonmuseet
Saigonmuseet ligger i toldvæsnets tidligere hovedkontor, en bygning rejst i 1863. Her er der mange fotografier fra onkel Hos liv og virke. 

### Jadepagoden
Jadepagoden er Saigons mest farverige gudshus. Den blev bygget i 1909 af byens kantonesisk-kinesiske indvandrere, og her æres både Buddha og en række taoistiske guddomme og helteskikkelser fra kinesisk mytologi.

### Bitexco Financial Tower
Bitexco Financial Tower stod klar til åbning i oktober 2010 som den tredjehøjeste bygning i Vietnam med sine 262 meter. Takket være dens unikke lotusblomst-inspirerede design er denne bygning blevet et moderne vartegn for byen. Langt de fleste af de 68 etager er optaget af kontorer, men de nederste etager huser bl.a. et indkøbscenter og en biograf og på 49. etage er der bygget en udsigtsplatform med store panoramavinduer. 50. og 51. etage byder på en restaurant og cocktailbar.

### Pham Ngu Lao
Pham Ngu Lao området er Saigons ubestridte backpacker centrum. På selve Pham Ngu Lao gaden - og især på parallelgaden Bui Vien - kan man finde barer, restauranter, hoteller og ikke mindst masser af små rejsebureauer, som arrangerer alt fra korte sightseeing-ture rundt i byen til tre ugers rundrejser i hele Sydøstasien.

## Kommunikation

### Til og fra byen
Ho Chi Minh-byen betjenes af den store Lufthavn Tân Sơn Nhất (den tidligere flybase fra Vietnamkrigen), som ligger noget nord for bykernen. Det officielle navn Ho Chi Minh internationale Airport har kun i lille grad slået gennem. Hertil er der enkelte direkte flyruter fra Europa og en række direkte forbindelser til alle de største byer i Sydøst- og Østasien. Der er også gode flyforbindelser til alle Vietnams vigtigere byer. 
Der er planlagt en ny lufthavn i Long Thanh cirka 40 km nordøst for Ho Chi Minh City. Opførelsen af den nye lufthavn skal efter planen begynde i 2020, og lufthavnen skal stå klar i 2035. 
Togforbindelser findes først og fremmest til områderne nord for Saigon. Der er tog til Hanoi flere gange om dagen – rejsen tager mellem 30 og 40 timer. 
Der er ellers busforbindelser til mange byer i Vietnam og ind i Cambodja.

### Inde i byen
Saigon har hverken undergrundsbane eller sporvogn. Eftersom busnettet er meget tyndt, findes der stadig knallerttaxi, Cyclo (cykeltaxi) og taxi.
Det er imidlertid besluttet at bygge en undergrundsbane, i første omgang med to linjer. Den vil blive 20,6 km lang og skal sættes i drift i 2020. Man håber på 73 mio. passagerer det første driftsår og 204 mio. det følgende år.

## Lufthavn
- Tan Son Nhat Lufthavn